# Talkheh Chār
Talkheh Chār (persiska: تلخه چار, Talkh Chāh) är en ort i Iran.   Den ligger i provinsen Kerman, i den sydöstra delen av landet, 900 km sydost om huvudstaden Teheran. Talkheh Chār ligger 2 883 meter över havet och antalet invånare är 105.
Terrängen runt Talkheh Chār är huvudsakligen kuperad, men norrut är den bergig. Runt Talkheh Chār är det glesbefolkat, med 12 invånare per kvadratkilometer. Närmaste större samhälle är Bāft, 17,6 km sydväst om Talkheh Chār. Trakten runt Talkheh Chār är ofruktbar med lite eller ingen växtlighet.